# Walter Sisulu (municipalité)
Walter Sisulu est une municipalité locale située dans le district de Joe Gqabi, dans la province du Cap-Oriental, en Afrique du Sud. En 2011, sa population est de 77 477 habitants.

## Source
- (en) Cet article est partiellement ou en totalité issu de l’article de Wikipédia en anglais intitulé « Walter Sisulu Local Municipality » (voir la liste des auteurs).